# ناتالي عثمان
ناتالي عثمان (بالإنجليزية: Natalie Osman)‏ هي مصارعة محترفة أمريكية، ولدت في 18 نوفمبر 1989 في ريفرسايد في الولايات المتحدة.

## وصلات خارجية
- ناتالي عثمان على موقع CageMatch worker (الإنجليزية)

- الموقع الرسمي
- ناتالي عثمان على موقع IMDb (الإنجليزية)
- ناتالي عثمان على موقع كينوبويسك (الروسية)